# Salomonøernes fodboldforbund
Salomonøernes fodboldforbund er medlem af OFC.
Salomonøerne skrev historie, da det kom til finalen, i den oceaniske VM-kvalifikation mod Australien. Før, turneringen formodede man at det ellers skulle spille mod New Zealand.

## Fodboldhold under forbundet
- Central Islands shields
- Guadalcanal hornets
- Honiara warrior
- Isabel frigate
- Lauru kuvojo
- Makira real kakamora
- Malaita eagles
- RenBel avaiki chiefs
- Temotu arrows
- Western turtles

## External links
- Salomonøernes fodboldforbund (officiel) (engelsk)
- Salomonøerne Arkiveret 13. maj 2012 hos  Wayback Machine på FIFA's hjemmeside (engelsk)
- Salomonøerne på OCF's hjemmeside (engelsk)
- Salomonøernes fodboldforbund (Sporting Pulse) Arkiveret 24. september 2006 hos  Wayback Machine (engelsk)

| Fodbold | Spire Denne artikel om en fodboldorganisation er en spire som bør udbygges. Du er velkommen til at hjælpe Wikipedia ved at udvide den. |